# Брудні танці 2: Гаванські ночі
«Брудні танці 2: Гаванські ночі» (англ. Dirty Dancing: Havana Nights) - музично-романтичний кінофільм 2004 року.

## Зміст
Передреволюційна Куба. 18-річна Кеті Міллер (Ромола Гарай) приїхала в Гавану з родиною батьків з Чикаго. Кеті хоче вступити в престижний коледж, але випадково в готелі вона знайомиться з офіціантом Хав'єром (Дієго Луна), який виявляється танцюристом латиноамериканських клубних танців. Хав'єр вчить її танцювати кубинську сальсу. Через те, що Хав'єр проводжає її до готелю з клубу, його звільняють з роботи і Кеті вирішує йому допомогти запропонувавши участь у національному танцювальному конкурсі танців з грошовим призом, і вони починають підготовку, а тим часом назрівала революція...

## Ролі
| Актор            | Роль           |
| ---------------- | -------------- |
| Ромола Гарай     | Кеті Міллер    |
| Дієго Луна       | Хав'єр Суарес  |
| Сила Уорд        | Джіні Міллер   |
| Джон Слеттері    | Берт Міллер    |
| Міка Бурем       | Сьюзі Міллер   |
| Джонатан Джексон | Джеймс Фелпс   |
| Патрік Суейзі    | учитель танців |
| Рене Лаван       | Карлос Суарес  |
| Міа Харрісон     | Лола Мартінес  |
| Анхеліка Арагон  | Альма Суарес   |

## Музика

### Саундтрек
1. Wyclef Jean feat. Claudette Ortiz[en] - «Dance like this» (4:08)
2. The Black Eyed Peas - «Dirty dancing» (3:48)
3. Yerba Buena[en] - «Guajira (I love U 2 much)» (4:09)
4. Jazze Pha[en] feat. Monica - «Can I walk by» (4:04)
5. Santana feat. Jorge Moreno[en] - «Satellite» (4:18)
6. Christina Aguilera - «El beso del final» (4:39)
7. Orishas feat. Heather Headley[en] - «Represent, Cuba» (3:43)
8. Mýa - «Do you only wanna dance?» (3:51)
9. Shawn Kane - «You send me» (3:28)
10. Aterciopelados - «El Estuche» (3:23)
11. Julio Daviel Big Band feat. Cucco Pena[en] - «Do you only wanna dance?» (3:09)

## Знімальна група
- Режисер — Гай Ферленд
- Сценарист — Боаз Якін, Вікторія Арч, Кейт Ганзінгер
- Продюсер — Лоуренс Бендер, Сара Грін, Дженніфер Берман